# Colostygia thomassata
Colostygia thomassata är en fjärilsart som beskrevs av W. Warren 1888. Colostygia thomassata ingår i släktet Colostygia och familjen mätare. Inga underarter finns listade i Catalogue of Life.